# Günter Brus
Günter Brus (Ardning, 1938. szeptember 27. – 2024. február 10.) osztrák képzőművész, író.

## Pályafutása
1953-tól 1957-ig a grazi Alkalmazott Művészeti Szakközépiskola grafikai tagozatán tanult. 1957-ben Bécsbe költözött, ahol felvételi nélkül bekerült a bécsi Iparművészeti Akadémia grafikai szakára, néhány hét után azonban otthagyta és saját útját kezdte járni, elsősorban festészettel foglalkozott. 1960-ban ismerkedett meg Otto Muehllel és Hermann Nitsch-csel, mely kapcsolatból hosszabb távú együttműködés jött létre.
1964 körül kezdett el akcióművészettel foglalkozni. Első Ana című akcióját 1964 őszén az augartenstrassei műtermében rendezte meg. Az Ana után sorozatban készített további akcióit, melyek elsősorban a festészet és az akció kapcsolatát, az akciókon belül pedig az emberi testet vizsgálták. Leginkább ismertek ezek közül a Silber, Selbstbemalung (Önátfestés) II., és a Selbstverstümmelung (Öncsonkítás) című munkái, melyekkel végérvényesen szakított önmagában a hagyományos festészetről kialakított fogalmakkal. 
1970-ben letartóztatták a Művészet és forradalom című előadása miatt, ekkor kénytelen volt hosszabb időre elhagyni Ausztriát, Nyugat-Berlinben telepedett le. Még 1970-ben Oswald Wienerrel közösen megalakították az "Osztrák Menekültkormányt"-t. Brus utolsó akciómunkáját 1970 júniusában mutatta be Münchenben, címe: Szakításpróba/Zerreisprobe. Brus ezután főleg írással és az íráshoz kapcsolódó képek tanulmányozásával foglalkozott
. Több regénye is megjelent, legtöbb csak hosszas késés után, mivel Ausztriában többet nem akartak megjelentetni. Leghíresebb regénye az Irrwisch, mely Ausztriában csak 2000-ben jelent meg.